# Senna sophera
Senna sophera är en ärtväxtart som först beskrevs av Carl von Linné, och fick sitt nu gällande namn av William Roxburgh. Senna sophera ingår i släktet sennor, och familjen ärtväxter.

## Underarter
Arten delas in i följande underarter:
- S. s. purpurea
- S. s. sophera